# Aphärese
Als Aphärese (altgriechisch ἀφαιρεῖν aphaireĩn, deutsch ‚wegnehmen‘) wird in der Sprachwissenschaft die Tilgung eines Lautes oder einer Silbe am Wortanfang bezeichnet.
Meist wird am Beginn eines Wortes ein (schwacher) Vokal (Matthias Claudius: „’s ist Krieg! ’s ist Krieg!“), ein Diphthong („’ne flotte Biene!“) oder gar eine ganze Silbe („raus“ statt „heraus“) weggelassen, zumeist mit dem Ziel einer erhöhten Sprachdynamik oder der Einhaltung des Metrums. Sehr häufig kommt die Aphärese bei umgangssprachlichen oder dialektalen Formen vor (als Sprachökonomie).
Im Lateinischen betrifft die Aphärese oft das anlautende e in es oder est nach ablautendem Vokal oder m beim vorangehenden Wort, wobei die Weglassung schriftlich auch in Form einer Zusammenfügung der beiden Wörter erfolgen kann.
Beispiele:
- Johann Wolfgang Goethe, Heideröslein:

Und der wilde Knabe brach
’s Röslein auf der Heiden.
- Ovid, Metamorphosen, 1,138:

poscebatur humus, sed itum est in viscera terrae
sprich:
poscebatur humus, sed itumst in viscera terrae
Als rhetorische Figur ist die Aphärese eine Form des Metaplasmus und wird auch als Ablatio bezeichnet.
Die als Ergebnis eines Sprach- und Lautwandels auftretende Aphärese wird auch als Prokope oder Anlautschwund bezeichnet.